# Ręczno
Ręczno è un comune rurale polacco del distretto di Piotrków, nel voivodato di Łódź.
Ricopre una superficie di 89,21 km² e nel 2004 contava 3 685 abitanti.